# Valda
Valda település Olaszországban, Trento megyében.  Valda Faver, Salorno, Segonzano és Grumes községekkel határos.

## Népesség
A település népességének változása: